# Komunistyczna Partia Tadżykistanu

Komunistyczna Partia Tadżykistanu (tadż. Ҳизби Коммунистӣи Тоҷикистон/Hizbi Kommunistīi Tojikston, ros. Коммунистическая партия Таджикистана) – partia polityczna w Tadżykistanie. W ostatnich wyborach parlamentarnych w 2005 roku na partię zagłosowało 13% osób uprawnionych do oddania głosu. To zagwarantowało partii 4 mandaty na 63 w parlamencie.